# Усмановський
Усма́новський (рос. Усмановський, башк. Уҫман) — присілок у складі Буздяцького району Башкортостану, Росія. Входить до складу Кузеєвської сільської ради.
Населення — 103 особи (2010; 115 у 2002).
Національний склад:
- башкири — 89 %